# Lecrae
勒克芮（Lecrae，1979年10月9日—），全名勒克芮·德沃恩·摩爾（Lecrae Devaughn Moore），是美国的一名基督嘻哈音乐说唱歌手，他同时也是基督乐团116 Clique的一名成员，常与别的基督歌手一同合作。截至目前為止，勒克芮出過五張錄音室專輯。